# 荒霊神社
荒霊神社（あらたまじんじゃ）は、兵庫県美方郡香美町小代区東垣にある神社。
近代社格制度では無格社とされた。

## 概要
小代区は地区ごとに一つずつ神社が存在している。その規模は大小さまざまであり、東垣のこの神社は比較的小規模なものである。
東垣地区は古来、吉滝神社の氏子であった。この神社は慶長年間に創立されたものである。神社の境内の横には大日如来を祀る「大日堂」がある。

## 祭神
- 素戔嗚尊（スサノオノミコト）[2]

素戔嗚尊は風の神とされており、農業の盛んな地域で広く信仰されている。この地域は古くから畜産をはじめとした農業中心の社会であり、この神社でもこのように農業に深く関連する神が祀られている。

## 歴史
慶長年間の創立。1661年（寛文元年）には神主の山本長左衛門、1804年（享和4年）4月には光明寺（小代区平野）の礼宝、庄屋上田宗助らによって再建されている。

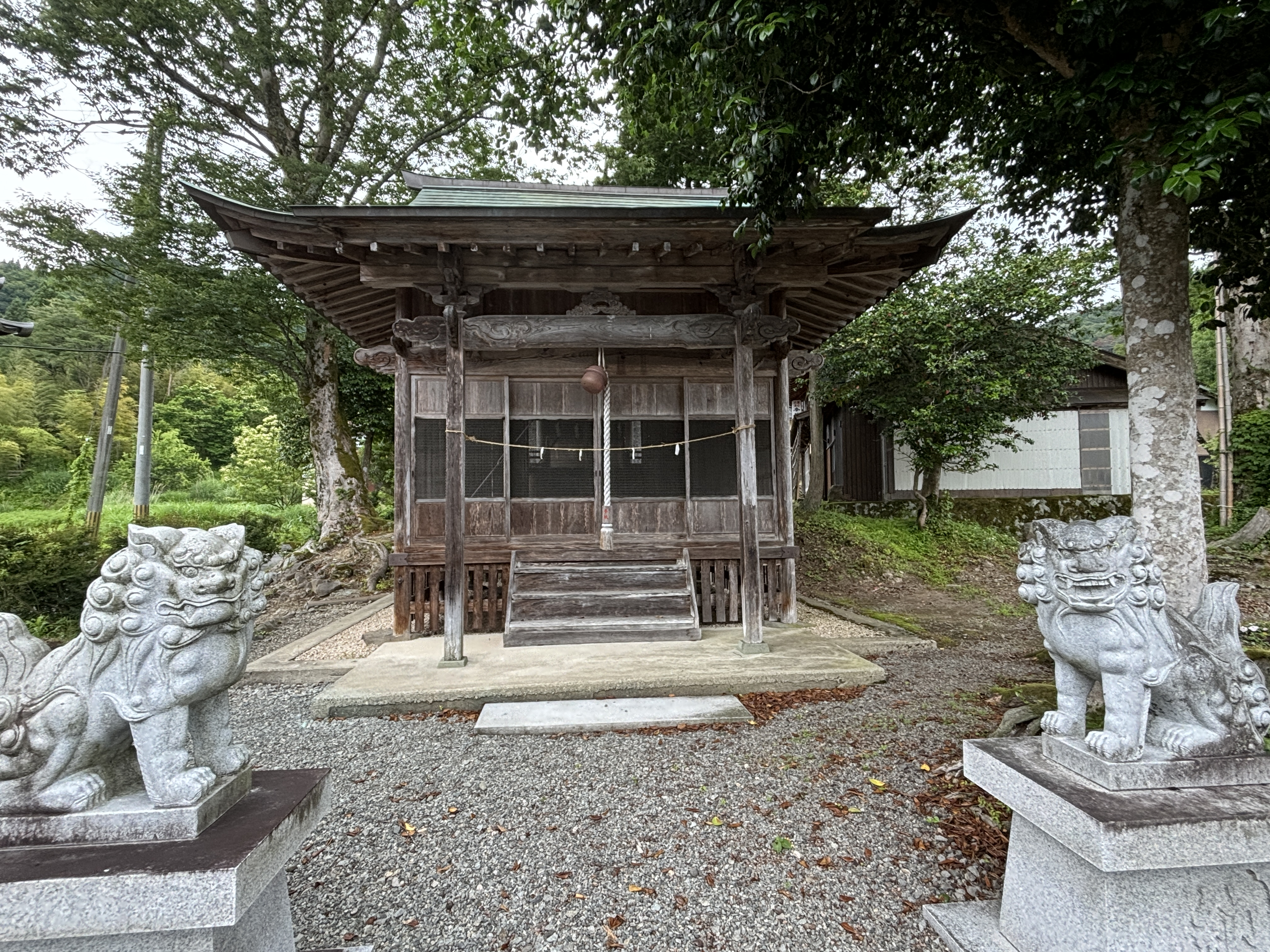
荒霊神社（東垣）の拝殿と狛犬

## 神社周辺
- 大日堂

境内すぐ横に併設されており、本尊として大日如来を祀る。神仏習合の名残であると考えられる。小代区は畜産が盛んであり、年に1回大日堂のお札を自宅に併設されている牛舎に貼るという習慣がある。但馬牛の産地として有名な小代区では、特にメス牛を大切にしてきた。大日堂では、地域でメス牛（「おなめ」と言う）が産まれると1回鐘を突くという風習があった。（＊出典に用いたページは「令和4年度地域活力増進事業」によって作成されたものです）

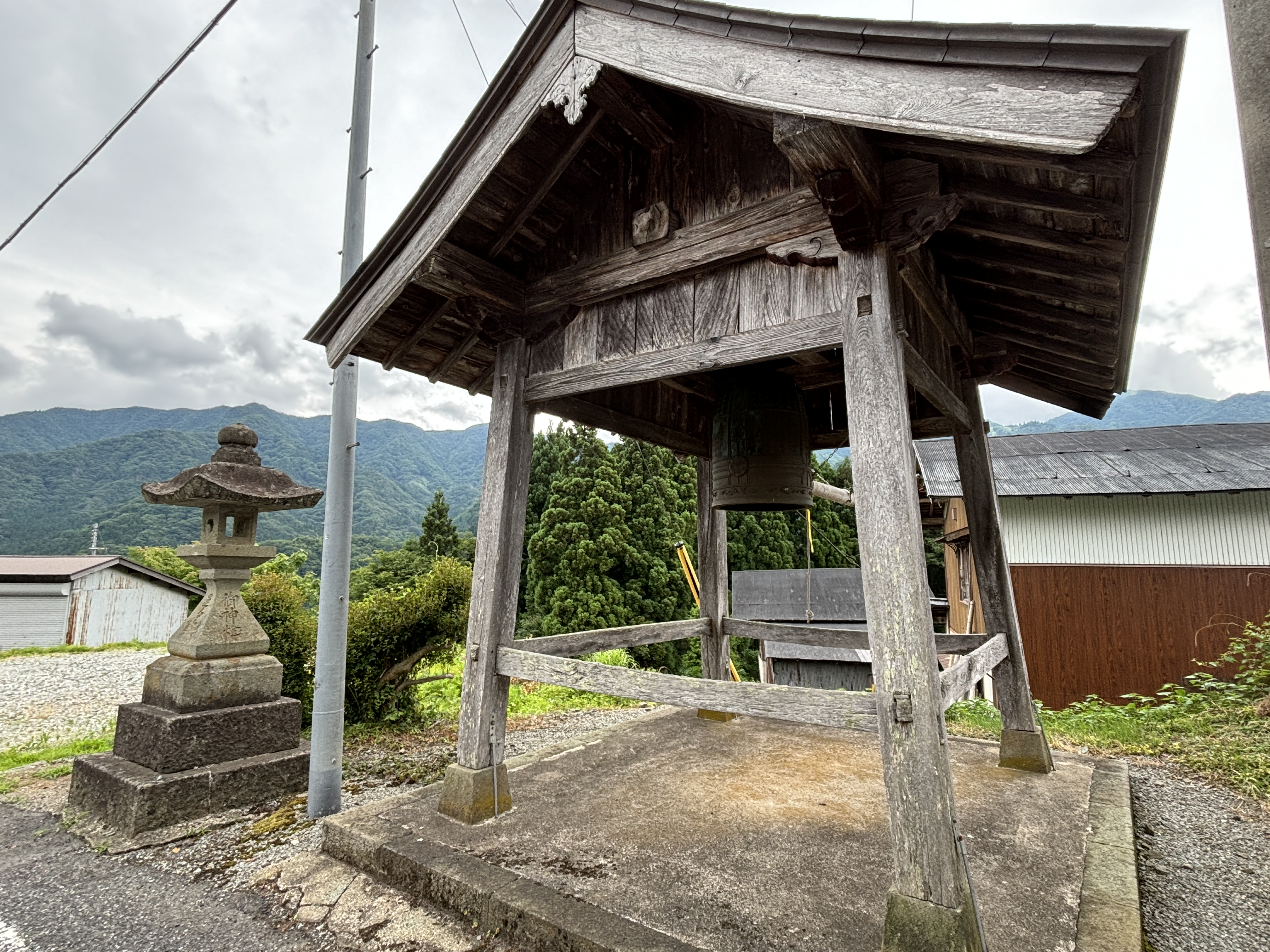
大日堂（東垣）の鐘
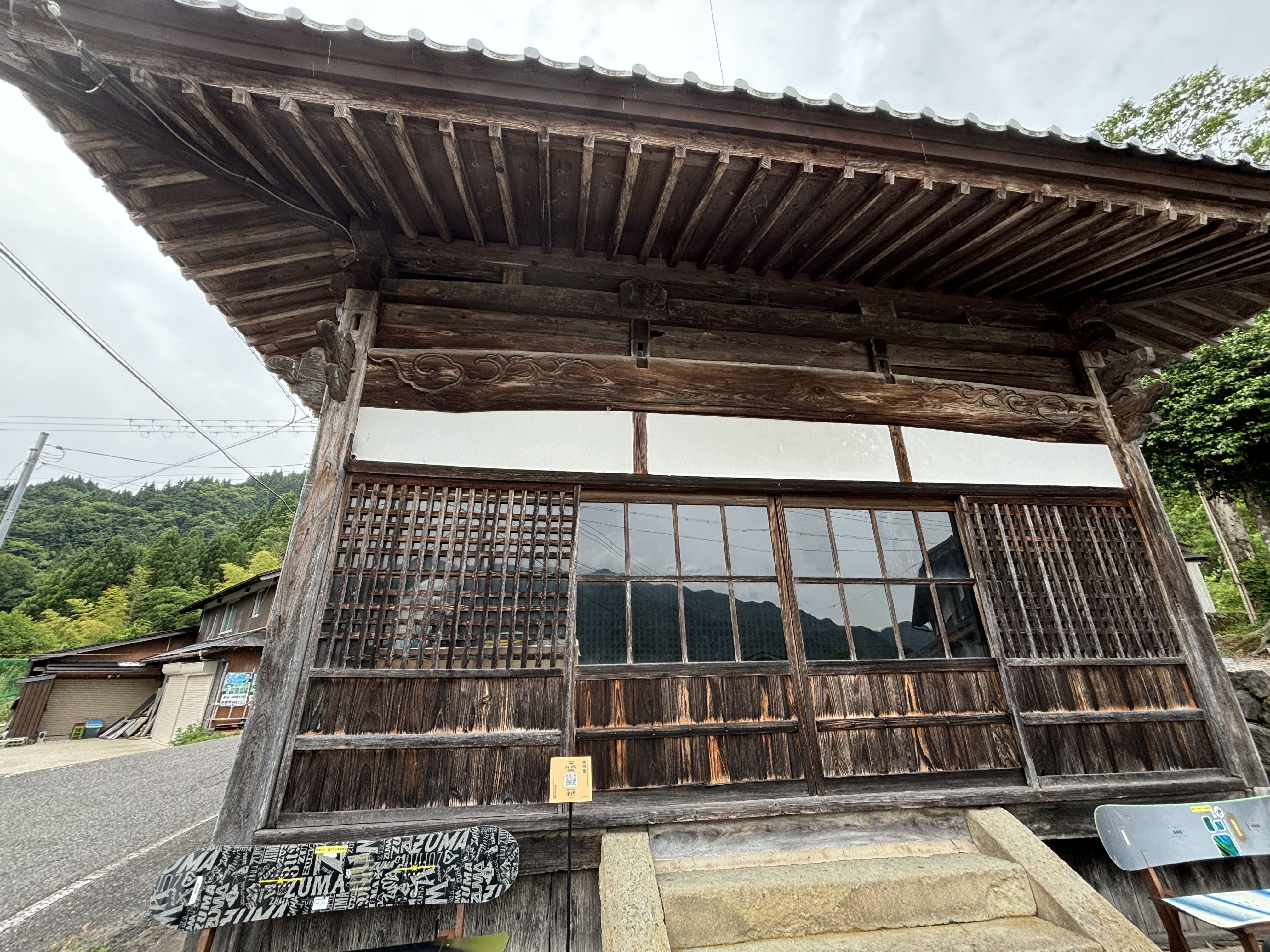
大日堂（東垣）

## 重要建築物
出典：
本殿
- 建立：1804（享和4）年
- 様式：一間社切妻造、鉄板葺

大日堂
- 建立：1796（寛政8）年
- 様式：正面一間、背面三間、側面三間、宝形造、背面下屋付、鉄板葺